# BL 5.5インチ砲
BL 5.5インチ中砲（英: BL 5.5 inch Medium Gun）は、第二次世界大戦中盤にイギリス陸軍が制式採用したカノン砲。

## 概要
BL 5.5インチ砲は1939年1月に、第一次世界大戦時代からイギリス陸軍が使用していたBL 60ポンド砲とBL 6インチ 26cwt榴弾砲の後継として開発された。1942年には初期量産型が完成し、同砲は早速北アフリカ戦線に送られた。当初は弾頭重量100ポンド(約45.4kg)の榴弾を使用しており、威力には問題がなかったものの最大射程が14,800mと短く不評だった。1944年になって80ポンド(約37kg)の新型砲弾が採用され、最大射程は16,600mまで延伸された。 
同時期に使用されていたBL 4.5インチ砲は、5.5インチ砲と比較して射程に勝るが砲弾重量の問題で破壊力に乏しかったため第二次大戦直後に訓練用とされたのちに退役したが、5.5インチ砲はその後も朝鮮戦争や第二次中東戦争などで使用されたのち、1978年以降は次第にL121（FH-70）に更新されてイギリス軍から退役した。

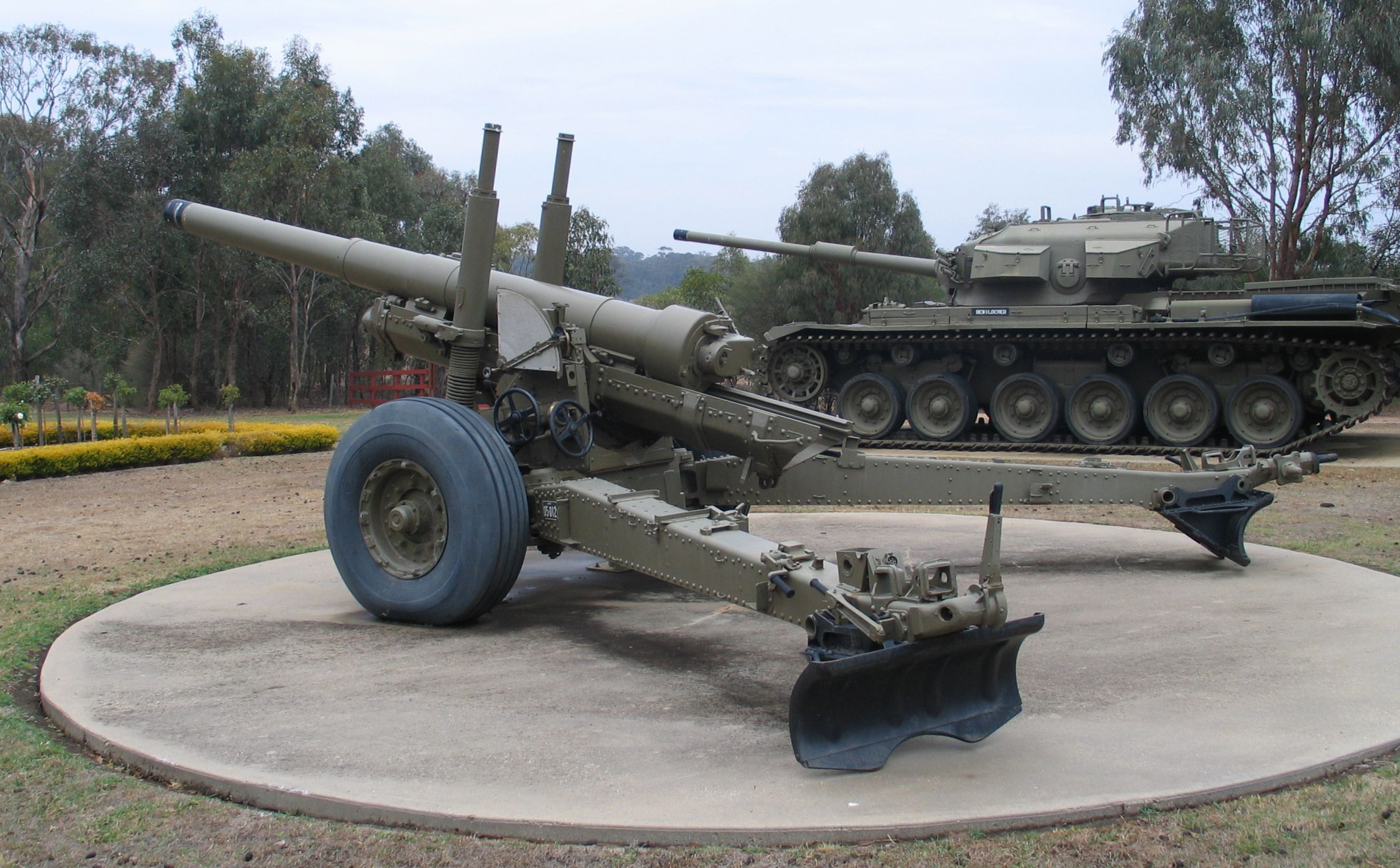
後部から見たBL 5.5インチ砲

イギリス軍以外にもカナダやオーストラリア、ニュージーランドなどのイギリス連邦加盟国でも使用されており、南アフリカ国防軍（South African Defence Force）でもG2として採用されており、アンゴラへの侵攻作戦（South African Border War）で使用された後に南アフリカ国産のG5 155mm榴弾砲に更新されて退役した。

## 登場作品
『R.U.S.E.』
イギリスの榴弾砲として登場。 『突撃の戦車:Rush』
　　イギリスのカノン砲として登場